# 捻挫
捻挫（ねんざ、英語：sprain）は、関節に関節の許容範囲を超えた動きが与えられた為におきる損傷の一つである。多くは患部に痛みと腫脹、熱感を伴う。一般用語として多用されるが、医学用語としては更に損傷部位を限局し、○○靭帯損傷ということが多い。（例：右膝前十字靭帯損傷←膝の捻挫、右母指MP関節内側側副靭帯損傷←親指の第2関節の捻挫）

## 形態学的観察
捻挫とは文字通り関節を「捻り挫く（ねじりくじく）」事をいい、骨と骨を繋ぐ可動部関節周辺部位の損傷、関節を包む関節包や骨と骨を繋ぐ靭帯及び軟部組織（内臓・骨以外の総称）を損傷した状態を指す。関節に、生理的可動許容範囲を超えた動きが強要される為、関節周囲の組織の損傷は大なり小なり必ず起こる。多くは損傷に連動して患部に痛みや腫脹、熱感等の炎症を引き起こす。また、理論上、関節がある部位なら場所を限定せず全身に起こりうるが、現実的には起きやすい関節、おこりにくい関節はある。ぎっくり腰やムチウチの一部は、それぞれ腰椎・頚椎捻挫を起こした状態である。大半は、関節ではなく単なる筋肉の障害の場合が多く、捻挫とは言わない。
また、捻挫と同じく、関節に許容範囲を超えた動きが与えられた為におきる損傷として、脱臼、亜脱臼がある。それぞれ、捻挫：骨の位置関係に異常がない（関節面が完全に接触をたもっている）、亜脱臼：関節面が一部接触を保っている、脱臼：関節面の接触が全く失われている、という違いがある。
脱臼・亜脱臼を整復した後の症状は、重度の捻挫と変わりない為、交通事故や労働災害など金銭が絡む補償の問題から、しばしば1次診察医療機関と2次診察医療機関の間で論争を引き起こしている。
突き指は指における捻挫の一種である。一般的に突き指といわれているものの中には、骨折を伴っているものもある。

## 医学的観察
捻挫に陥る場所は多岐にわたる。骨は元来硬いものであるから、それらを繋ぎ支える関節部に衝撃が集まりやすく傷害を受けやすい。また関節自体動かせる範囲が決まっており、加えて継続して力のかかる動きには弱く、運動時に限らず日常生活でも捻挫はよく引き起こされる。ぎっくり腰やムチウチ症などは日常生活で起こりうる捻挫の代表例である。
捻挫は関節が可動域以上の運動を強要されることによって起こり、関節周囲の軟部組織、例えば関節を包む関節包や関節を補強する靭帯の損傷を伴う。患部に熱感や腫脹、痛みなど炎症症状が発生する。骨折や靭帯断裂を伴う事があり、観察には注意が必要であり、放置すると運動障害や関節の軸変形に繋がる。
発生場所が日常使う部位で起きる為に痛みが軽快した途端治療を中止してしまう事がままある。そんな時に起こる後遺症として、関節を構成する靱帯・軟部組織が弛緩した状態で、関節を補強すべき各筋肉が弱体化している場合には、何度も同じ部分の捻挫を引き起こす、俗に言う「捻挫ぐせ」等に繋がる事もある。
捻挫治療として関節の支持性が回復するまで、すなわち炎症症状がおさまり、損傷した組織が十分回復し、関節補強の為の筋力がつくまでの間、包帯、絆創膏やテーピングで固定し、関節の運動を制限することが必要である。ただし、必要以上の固定はその後の関節の可動域低下を招く恐れがあるので注意が必要である。
靱帯の断裂など、重度の靭帯損傷を伴う場合には、ギプス固定治療もあるが、特に運動選手など活動性の高い人には手術によって靱帯形成術・靱帯縫合術が行われる事が多い。関節によって、手術療法の適応は異なり、膝や足首など荷重がかかる関節は手術の適応となることが多く、指や肘はならないことが多い。
治療後暫くの間は、過負荷を抑え保温の為、サポーターや矯正具等を用いて再発抑止に努めるのが良いとされる。自己治癒判定後も、患部の炎症症状が強い場合には、適度（粗熱を取る程度、冷やし過ぎは禁物である。関節は通常、関節周囲の筋肉部分より熱感が少ないのが正常である。）な冷却を行うのが良い。
尚、捻挫に加えて脱臼など部位特定が容易な内出血を視認できるもの以外であっても、視認困難な広範囲の痛みを伴っている症状では、血液検査を実施するとGOTやCKという酵素の増加、そして白血球の増加が見られる（医学的基本）。肝機能障害でもGOTは増加するが、肝臓の場合はGPTも増加するので上昇していないことを確認することによって、筋肉ないし靭帯損傷、脱臼などと区別できる。
ゆえに自分で処置した場合でも専門家や医療機関での受診を勧める。骨折や靭帯断裂を引き起こしている事もあり、損傷状況により固定及びリハビリによる加療が必要となる。特に、靱帯断裂など重篤な損傷を引き起こしていた場合、関節が今後同じように動かなくなる恐れがある為、自己判断には注意が必要である。